# Holland Rijnland

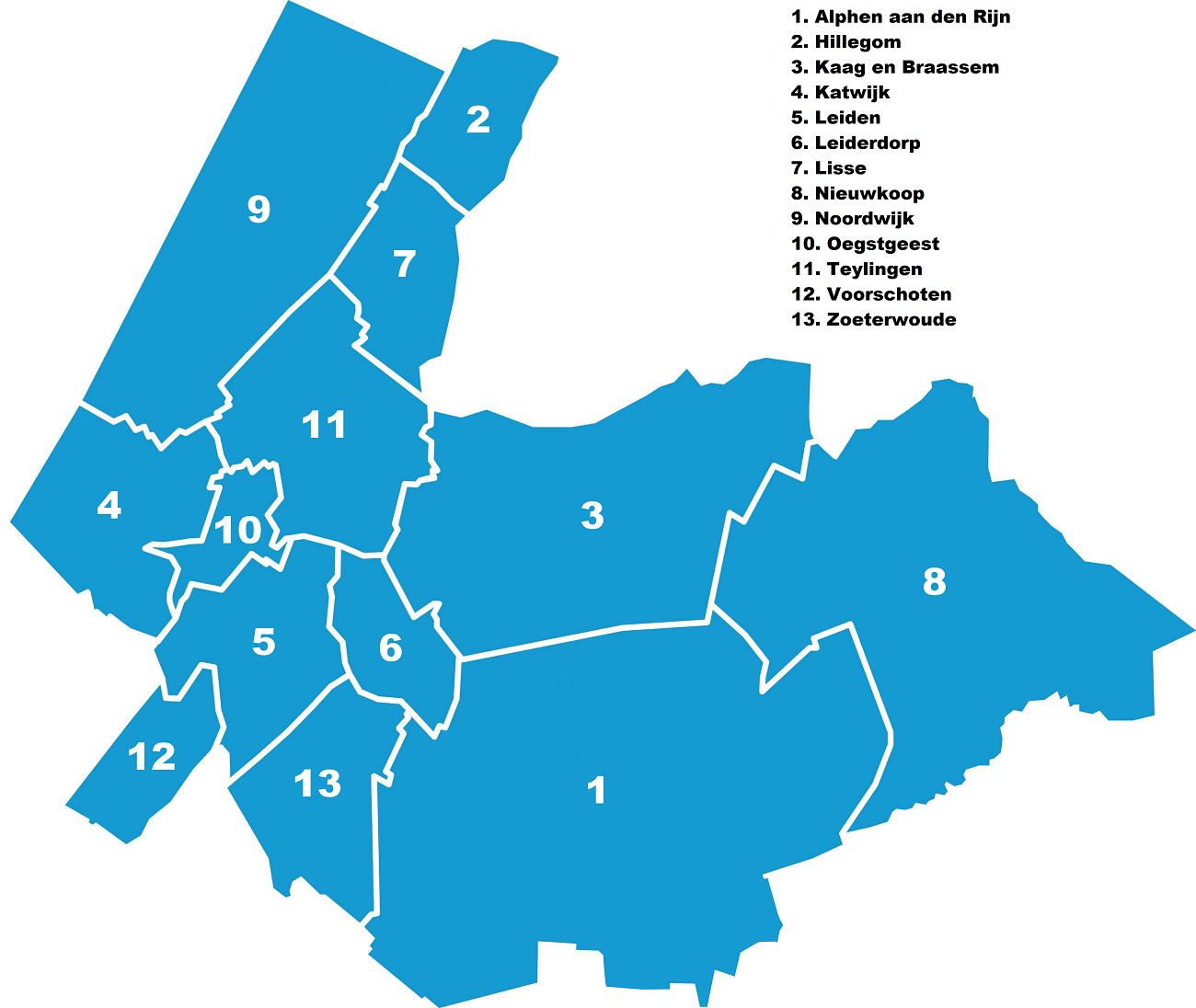
Cijferkaartje Holland Rijnland

De regio Holland Rijnland is een bestuurlijk samenwerkingsverband van 13 gemeenten in de provincie Zuid-Holland. Zij werken samen conform de Wet gemeenschappelijke regelingen, onder andere als woningmarktregio (sinds 2016) en als arbeidsmarktregio (zonder Voorschoten). De 13 gemeenten vormen samen met 5 andere gemeenten ook de Veiligheidsregio Hollands Midden.
Het betreft de volgende 13 gemeenten:
- Agglomeratie Leiden: 
  - Leiden, Voorschoten, Oegstgeest, Leiderdorp, Zoeterwoude
- Zuidelijke Bollenstreek:
  - Katwijk, Noordwijk, Teylingen, Lisse, Hillegom
- Rijnstreek:
  - Kaag en Braassem, Alphen aan den Rijn, Nieuwkoop

## Voorgeschiedenis
De regio Holland Rijnland is ontstaan uit een fusie tussen de regio Duin- en Bollenstreek, de Leidse regio en de Rijnstreek. De gemeenten Alphen aan den Rijn, Nieuwkoop en Rijnwoude, die bestuurlijk samenwerkten in het Rijnstreekberaad, sloten zich met ingang van 1 april 2010 aan bij Holland Rijnland. Per 1 januari 2014 zijn de gemeenten Alphen aan den Rijn, Rijnwoude en Boskoop gefuseerd tot één gemeente; Alphen aan den Rijn. Per 1 januari 2019 zijn de gemeenten Noordwijk en Noordwijkerhout gefuseerd tot de gemeente Noordwijk.

## Doelstelling
De samenwerkende gemeenten in Holland Rijnland hebben als doelstelling om gezamenlijk te werken om de kwaliteit van wonen, werken, ondernemen en recreëren van burgers, bedrijven en instellingen in het gebied te bevorderen. Holland Rijnland biedt het kader waarbinnen de gemeenten op deze terreinen kunnen samenwerken om efficiency-voordelen te behalen, overleg en afstemming te plegen en streekbelangen te behartigen.
Daarbij is het streven een goede balans te vinden tussen ontwikkeling en behoud van het oorspronkelijke karakter, zodat de regio aantrekkelijk blijft voor bewoners, toeristen en bedrijven. Belangrijke onderwerpen waarop de aangesloten gemeenten samenwerken zijn de voorbereidingen op de transities op de terreinen werk, jeugdhulp en maatschappelijke ondersteuning. Andere voorbeelden zijn het woningverdeelsysteem van sociale huurwoningen en een Regionaal Investeringsfonds voor het realiseren van vijf projecten (RijnlandRoute, het HOV-net , de noordelijke ontsluiting van de Bollenstreek, de Greenport Duin- en Bollenstreek en de groenstructuur in de regio).

## Geografie
Holland Rijnland ligt midden in de Randstad en telt ongeveer 550.000 inwoners. De regio strekt zich uit langs de Noordzee, de zuidelijke Bollenstreek en een deel van het Groene Hart. In het zuiden grenst de regio aan de regio Haaglanden. De gemeente met de meeste inwoners is de stad Leiden (ongeveer 120.000). De grootste gemeente naar oppervlakte is de gemeente Alphen aan den Rijn met 132,49 km². In totaal beslaat Holland Rijnland 525 km². De regio is vernoemd naar de Oude Rijn, die dwars door het gebied stroomt en er ook in de Noordzee uitmondt.

## Bestuur
Holland Rijnland wordt bestuurd door een Algemeen Bestuur en een Dagelijks Bestuur. Het Algemeen Bestuur bestaat uit vertegenwoordigers van de gemeenteraden of colleges van de deelnemende gemeenten en vergadert vier keer per jaar. Uit haar midden wordt het Dagelijks Bestuur aangewezen.